# Ènino du Pommereux
Ènino du Pommereux, född 1 januari 2014, är en fransk varmblodig travhäst som tränas av Sylvain Roger och körs av Matthieu Abrivard.
Ènino du Pommereux började tävla i november 2016 och inledde med två galopper och tog första segern i tredje starten. Han har till mars 2021 sprungit in 862 180 euro på 45 starter, varav 11 segrar, 12 andraplatser och 2 tredjeplatser. Karriärens hittills största seger har kommit i Critérium des 4 ans (2018).
Ènino du Pommereux har även segrat i Prix Vindex (2018), Prix Jules Thibault (2018), Prix Henri Levesque (2019), Prix Jockey (2019) och Prix Chambon P (2020).
Han har kommit på andraplats i Prix Éphrem Houel (2018), Prix Gaston Brunet (2018), Prix Ovide Moulinet (2019), Prix Robert Auvray (2019), Prix Albert Demarcq (2019), Prix Louis Jariel (2019), Critérium des 5 ans (2019), Prix Ténor de Baune (2019), Prix de Belgique (2020), Prix de Sélection (2020), Prix des Ducs de Normandie (2020) och på tredjeplats i Prix de Tonnac-Villeneuve (2018), Prix de Croix (2019).
Han är halvbror med Délia du Pommereux genom att de har samma mamma.